# Azur Lane: Bisoku Zenshin!
Azur Lane: Bisoku Zenshin! (アズールレーン びそくぜんしんっ！ Azūru Rēn Bisoku Zenshin!?) es una serie japonesa de cómics yonkoma escrita e ilustrada por Hori. Está basada en el videojuego chino de disparos de desplazamiento lateral Azur Lane de Shanghai Manjuu y Xiamen Yongshi. La serie se publica en la revista Manga 4-koma Palette de Ichijinsha desde marzo de 2018 y, hasta la fecha, se ha recopilado en cuatro volúmenes tankōbon. Una adaptación televisiva al anime, producida por Candy Box y Yostar Pictures, se emitió de enero a marzo de 2021. Se ha anunciado una segunda temporada.

## Personajes
Javelin
 Seiyū: Nozomi Yamane
Ayanami
 Seiyū: Yō Taichi
Laffey
 Seiyū: Maria Naganawa
Z23
 Seiyū: Rika Abe
Akashi
 Seiyū: Sumire Uesaka
Baltimore
 Seiyū: Minami Takahashi
Prinz Eugen
 Seiyū: Ayane Sakura

## Contenido de la obra

### Manga
Azur Lane: Bisoku Zenshin! está escrito e ilustrado por Hori, la serie se está publicando en la revista 4-comma Manga Palette de Ichijinsha. Incluye los personajes iniciales basados en HMS Javelin, IJN Ayanami, USS Laffey y KMS Z2.
| Volúmenes de manga publicados | Volúmenes de manga publicados | Volúmenes de manga publicados |
| Número                        | Fecha de lanzamiento          | ISBN                          |
| ----------------------------- | ----------------------------- | ----------------------------- |
| 1                             | 27 de junio de 2019           | ISBN 9784758083256            |
| 2                             | 11 de diciembre de 2020       | ISBN 9784758083560            |
| 3                             | 21 de octubre de 2021         | ISBN 9784758083751            |

### Anime
El 24 de diciembre de 2019 se anunció una adaptación al anime. La serie de televisión fue dirigida por Masato Jinbo y escrita por Yū Satō en Yostar Pictures y Candy Box, con Hiromitsu Hagiwara diseñando los personajes y Shade componiendo la música. Yokohama Animation Laboratory se acredita como productor. Se emitió del 12 de enero al 30 de marzo de 2021 en Tokyo MX, BS11 y AT-X. El tema de apertura es "Longing for!", interpretado por Emi Nitta, mientras que el tema de cierre es "Midday-Color Siesta", interpretado por Yui Sakakibara. Crunchyroll obtuvo la licencia de la serie fuera de Asia. El segundo volumen en Blu-ray, lanzado el 7 de julio de 2021, incluyendo un OVA.
La segunda temporada se anunció en el evento "Azur Lane 6th Anniversary Fes" el 10 de septiembre de 2023.